# Edmund Harwas
Edmund Harwas (ur. 23 grudnia 1912 w Hagen, zm. 27 kwietnia 1996 w Poznaniu) – polski filozof, pedagog społeczny, andragog, docent UAM, specjalista z dziedziny oświaty dorosłych i kierownik zakładu na UAM zajmującego się tą problematyką, uczestnik kampanii wrześniowej.

## Życiorys

### 1912–1945
Syn Jana Harwasa, urzędnika pocztowego, i jego żony Franciszki. Był młodszym z ich dwóch synów. Jego brat Jan Harwas zginął rozstrzelany przez Niemców w sierpniu 1944, jako działacz francuskiego podziemia – Resistance.   
Edmund Harwas urodził się w Hagen, ponieważ jego rodzice zostali wcześniej przesiedleni w głąb Rzeszy. Po powrocie z Niemiec w 1918, rodzina zamieszkała w Rogoźnie Wielkopolskim. Tam Edmund Harwas chodził do szkoły elementarnej i gimnazjum klasycznego im. Przemysława. W 1930 roku zdał maturę i zapisał się na Wydział Filozoficzny Uniwersytetu Poznańskiego. W 1936 obronił pracę magisterską z nauk filozoficznych. W latach 1938–1939 studiował pedagogikę na Wydziale Prawno-Ekonomicznym. W styczniu 1939 podjął pracę psychotechnika w Pracowni Psychotechnicznej DOKP w Poznaniu.
Jako podporucznik rezerwy (Korpus Oficerów Rezerwy 58. PP w Poznaniu) powołany został w sierpniu 1939 roku do służby wojskowej i walczył w kampanii wrześniowej. Dostawszy się do niemieckiej niewoli (30 września 1939), trafił do obozu jenieckiego dla polskich oficerów w Oflagu VII-A-Murnau, w bawarskim miasteczku Murnau am Staffelsee, skąd uwolniła go 23 kwietnia 1945 3. Armia Amerykańska gen. Pattona. Po uwolnieniu przebywał jeszcze rok we Francji, będąc oficerem w Polskich Kompaniach Wartowniczych przy armii USA w Reims. 

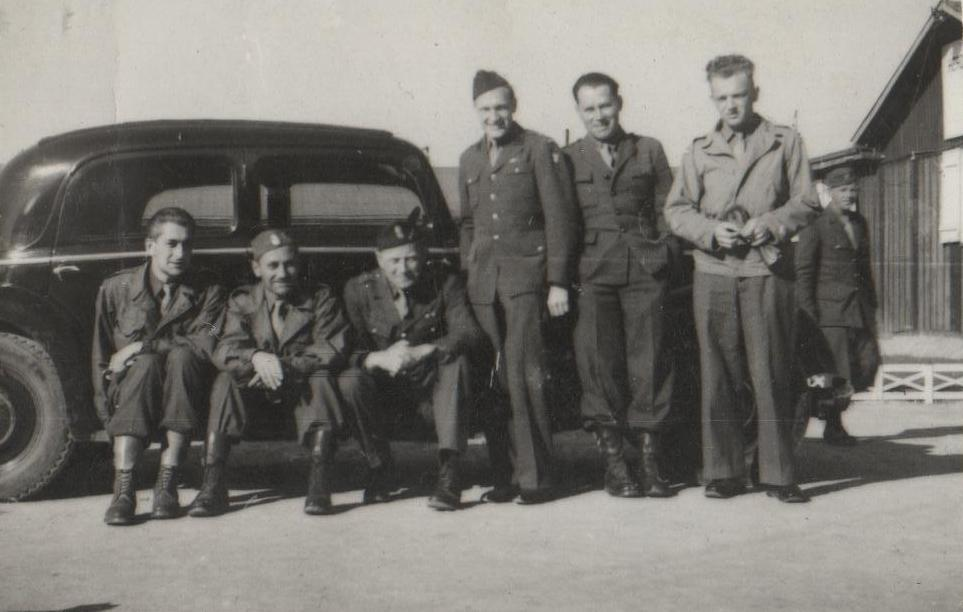
Edmund Harwas (pierwszy od prawej) w Polskich Służbach Wartowniczych – Niemcy 1946 r.

### 1946–1996
W lipcu 1946 wrócił do Polski i zamieszkał w Poznaniu. We wrześniu 1946 podjął pracę jako asystent-wolontariusz w Zakładzie Pedagogiki Rolniczej Uniwersytetu Poznańskiego, gdzie po roku został starszym asystentem. Ożenił się wówczas z Tomirą Suwałą, z którego to związku urodziła się w 1947 córka Barbara. 
W roku 1949 uzyskał stopień doktora filozofii w zakresie pedagogiki na Uniwersytecie Wrocławskim. Temat jego dysertacji pisanej pod kierunkiem prof. dr. Stanisława Tynca brzmiał: „Dorosły jako uczeń”. 
W kwietniu 1955 roku E. Harwas, już jako adiunkt, otrzymał ministerialny tytuł „zastępcy profesora”. W grudniu 1956 CKK przyznała mu tytuł naukowy docenta. 
W latach 1957–1972 E. Harwas był kierownikiem najpierw Eksternatu, a potem Studium zaocznego Pedagogiki na Wydziale Filozoficzno-Historycznym UAM. Przez 20 lat (1963–1983) był kierownikiem Zakładu Oświaty Dorosłych Instytutu Pedagogiki UAM. Wypromował 5 doktorów oraz ok. 500 magistrów. Aktywnie uczestniczył w pracach Towarzystwa Psychologicznego i Poznańskiego Towarzystwa Filozoficznego. Był wiceprzewodniczącym Filozoficznej Komisji PTPN oraz sekretarzem Komitetu Redakcyjnego tejże Komisji. Brał czynny udział w pracach prezydium Towarzystwa Wiedzy Powszechnej. 30 września 1983 E. Harwas odszedł na emeryturę.

## Rodzina
Ojciec Barbary Harwas-Napierały i dziadek Piotra Napierały.

## Niektóre prace
- Edmund Harwas, „Przedmiot i zadania pedagogiki muzealnej jako specjalnej dziedziny pedagogiki ogólnej”, [w:] Kazimierz Malinowski (red.), Działalność oświatowa muzeów. Założenia teoretyczne i praktyka, Poznań 1973.
- Edmund Harwas, Kształcenie dorosłych a społeczny system wychowania, Poznań PWN 1959. (The Teaching of adults and the social system of education) ASIN: B0018253BU.
- Edmund Harwas, Koncepcja człowieka a problem wychowalności dorosłych, [w:] „Oświata Dorosłych” 1970, nr 1.
- Edmund Harwas, O kształceniu światopoglądowym i indoktrynacji, „Ruch Pedagogiczny” 1960, nr 2.